# フライングドッグ
株式会社フライングドッグ（英語：FlyingDog, Inc.）は、アニメーション映像・音楽制作を行う日本の企業。ビクターエンタテインメント株式会社（2代目法人）の機能子会社。ブランドのロゴでは「flying DOG」と表記される。

## 歴史

### ビクターエンタテインメント（旧ビクター音楽産業）時代

#### FLYING DOG
フライングドッグ（FLYING DOG）は元々、1976年にビクター音楽産業（後のビクターエンタテインメント）で高垣健が、『ニューミュージックマガジン』編集長だった平田国二郎を責任者に迎えて創設したレーベルであった。洋楽部門傘下のおもに邦楽ロックを対象とするレーベルであったが、1980年代半ばにリリースが途絶えていた。レコードのレーベルデザインは白地に卵黄のアップ写真を背景に、あけぼののシンボルと似た旭日旗様のレイアウトで「FLYING DOG」と表記されたものであった。所属アーティストはPANTA、野宮真貴、ハルメンズ、渡辺勝、山岸潤史など。
その後高垣はInvitationを設立。さらに同レーベルの組織が大きくなると、1992年に一部を分割してSPEEDSTAR RECORDSを設立した。またPANTAとマネージャーによる『有限会社 フライングパブリッシャーズ』など、本レーベルに由来した名称の企業もある。
旧フライングドッグ時代の作品をビクターエンタテインメント自体で再発売する際には、Victor・Invitation・SPEEDSTARなどのレーベルに変更されることが多いが、外部に原盤を貸与して発売する場合はフライングドッグ（第1期）のレーベルを再現することがある。

#### m-serve
ビクターエンタテインメントは元々、アニメ事業を手掛けていたが、2000年頃よりのアニメ部門が公式ウェブサイトならびにフリーペーパーの名称としてm-serve（エムサ）を使用開始した。レーベル名は従来からのVictorのままであった。公式サイトはフライングドッグへの移行後もしばらくm-serve時代と同じドメインを継続して使用していた。m-serve時代からのインターネットテレビ番組「m-serve style」に関しては名称を変更せずに引き継がれたが、2011年11月を最後に終了した。

### 株式会社フライングドッグ（旧JVCエンタテインメント）時代
日本ビクターの映像ソフト事業・部門の再編に伴い、ビクターエンタテインメントのアニメ制作部門およびアニメ関連事業は、2007年10月1日付でグループ企業のJVCエンタテインメントへ移管され、新レーベル「FlyingDog」（flying DOG）からリリースされる事となった。ビクター音楽産業時代より20年以上アニメ音楽に関わってきた佐々木史朗プロデューサーによると、移管により「ビクター」という名前を使えなくなるが、ビクターのシンボルである「犬」という言葉をレーベル名に入れたいと思い、前述の高垣やPANTAなど旧レーベルの関係者を含む先輩方に了解を得たうえで「flying DOG」という名前に決めたという。また、佐々木を含め社員に戌年生まれが多かったという理由もある。
その後、2009年1月1日付で実施されたグループ再編によりJVCエンタテインメント（旧社）は株式会社フライングドッグへ社名を変更し、アニメ関連事業専門となる。代表取締役に佐々木史朗が就任した。
会社設立10周年となる2019年は、新旧所属アーティストを集めて2月2日に「フライングドッグ10周年記念LIVE―犬フェス！―」を東京・武蔵野の森総合スポーツプラザ メインアリーナにて開催。フェスに先立ち、10周年記念MIXアルバム『DOG RUN!!』をリリースした。
2025年5月26日より、ラジオ型音声配信アプリ「Stationhead」にて、テーマ別プレイリストを作成し、同社の楽曲を配信する音声コンテンツ『Weekly FlyingDog』の配信を開始。

## 特色
- 佐々木社長は「最初から最後まで手作りで音楽を作る町工場」のようなレーベルというイメージを持っている[6]。こぢんまりしているように見えて、アニメソングで世界につながっているような形が理想としている[6]。
- ロゴマークは水色の丸の中に尻尾を立ててジャンプしている犬のニッパーのシルエット、その下に「flying DOG」の文字が入る。キャッチフレーズは「WE CAN fly, WE ARE “flying DOG”s!」[4]。
- テレビCMでは、ロゴマークに合わせて声優や歌手が「わんっ、はははっ」と犬の鳴きまねをするパターンがある。2012年には誰の鳴きまねか当てるという「わんわんキャンペーン」を行った[11]。
- ビクターエンタテインメントや社内カンパニー・傘下企業所属の演歌・歌謡曲系や邦楽ロック・ポップス系等の歌手がアニメ関連の楽曲を担当した場合は本来の所属レーベル（ビクター・SPEEDSTARなど）からリリースされることがある一方、本レーベルのコンピレーションアルバムに収録されることがある。逆にフライングドッグ側に移管（または本体と共有扱い）された音源がビクター本体の発売によるコンピレーションアルバム（非アニメ関連を含む場合など）で販売されたことがある。
- ビクターから移管前の1982年より「マクロスシリーズ」の音楽制作を続けており、フライングドッグとしては『マクロスF』（2008年）以降のシリーズ作品に関わっている。所属アーティストにもマクロス関連人物が多い。

### 新人オーディション
次世代のアニソン歌手を発掘するオーディションを開催している。
- 2014年 第1回フライングドッグ・オーディション グランプリ 西沢幸奏[12] - 2015年1月デビュー
- 2018年 第2回フライングドッグ・オーディション グランプリ 美波[13] - 2019年1月デビュー
- 2022年 - 犬コン!〜フライングドッグ15周年記念アーティスト発掘オーディション〜 
  - 声優・歌手・シンガーソングライター部門グランプリ 中島怜 - 2023年7月デビュー
  - NExT ARTIST部門グランプリ 遊遊 - 2023年11月デビュー
  - 声優・歌手・シンガーソングライター部門特別賞 大渕野々花 - 2024年5月デビュー

## 主なアーティスト
フライングドッグ公式サイト「ARTIST」より。

### 現在籍者
- AKINO from bless4（AKINO with bless4）
- 新居昭乃
- ALI PROJECT（ランティスにも所属）
- 大渕野々花
- 梶浦由記
- 菅野よう子
- 坂本真綾
- JUNNA
- 鈴木みのり
- 綴
- 東山奈央
- 中島怜
- 西田望見
- ぽかぽかイオン
- 牧野由依（→エピックレコードジャパン→テイチクエンタテインメント→）
- millennium parade
- 諸星すみれ
- 安野希世乃（音楽制作プロデュース）
- 遊遊
- りぶ
- わたてん☆5
- ワルキューレ（2023年活動休止）

### 元在籍者
- AIKI（元bless4メンバー）
- 相坂優歌
- 有坂美香（→ポニーキャニオン/Knife Edge→フリー）
- 石川智晶（自主レーベル「MATERIAL WORLD」設立）
- 糸奇はな
- 岩田光央（m-serve時代に所属、現在はランティスよりリリース）
- WEST GROUND（西辺誠の作曲家兼プロデューサー名義。2021年4月にフライングドッグを退職し同年5月に株式会社ビリビリに移籍[14]）
- YELL
- OToGi8
- 柿島伸次
- 清浦夏実
- 桑島法子（オリジナルアルバム1枚、ベストアルバム2枚リリース）
- コミネリサ（小峰理紗／lisa）
- 酒井ミキオ （一時期、裏方の仕事が中心となっていたが2011年内のスクライド新アニメ企画より歌手活動を実質再開）
- ザッハトルテ
- savage genius（2010年7月の結婚・妊娠発表以降から活動休止。2014年に活動再開）
- See-Saw（現在ユニットとしては活動休止中）
- 下地紫野
- JAM Project（m-serve時代に所属[15]、ランティスと相乗りでのリリース後に同社へ一本化）
- Taja
- 田中理恵
- 千菅春香
- Trident（2016年解散）
- 中島愛（→ストロボミュージック）
- 中野愛子
- ナノ（インディーズ→日本コロムビア）
- 南里侑香（FictionJunction YUUKA）
- 西沢幸奏（EXiNA名義として、SACRA MUSICへ移籍）
- 沼倉愛美（2020年2月にアーティスト活動終了）
- 野水いおり
- hibiku
- FictionJunction
- Fire Bomber
- 福山潤（→ポニーキャニオン）
- manzo
- 三重野瞳（m-serve時代に所属、現在は主に作詞家、別名義で構成作家や脚本家としても活動）
- 宮村優子（m-serve時代に所属、現在は声優専業へ）
- 松元環季（引退）
- 美波（→ワーナーミュージック・ジャパン）
- May'n（→Digital Double）
- 山口理恵（引退）
- 悠木碧（2017年4月に契約解消、後に日本コロムビアへ移籍）
- 吉田旬吾
- YOHKO
- ROUND TABLE featuring Nino
- la la larks
- Rayflower
- ROCKY CHACK
- Rhodanthe*（2022年活動終了）

## 作品

### テレビアニメ
太字は自社から映像ソフトを発売しているもの。

#### m-serve時代
| 放送年 | 作品名                                  | アニメーション制作                            |
| ------ | --------------------------------------- | --------------------------------------------- |
| 1999年 | エクセル・サーガ                        | J.C.STAFF                                     |
| 1999年 | 地球防衛企業ダイ・ガード                | XEBEC                                         |
| 1999年 | 人形草紙あやつり左近                    | 東京ムービー                                  |
| 1999年 | 無限のリヴァイアス                      | サンライズ                                    |
| 2000年 | アルジェントソーマ                      | サンライズ                                    |
| 2000年 | GEAR戦士電童                            | サンライズ                                    |
| 2000年 | 機巧奇傳ヒヲウ戦記                      | BONES                                         |
| 2000年 | だぁ!だぁ!だぁ!                         | J.C.STAFF                                     |
| 2001年 | X -エックス-                            | マッドハウス                                  |
| 2001年 | ココロ図書館                            | スタジオディーン                              |
| 2001年 | The Soul Taker 〜魂狩〜                 | タツノコプロ タツノコVCR                      |
| 2001年 | スクライド                              | サンライズ                                    |
| 2001年 | 逮捕しちゃうぞ                          | スタジオディーン                              |
| 2001年 | ノワール                                | ビィートレイン                                |
| 2002年 | アクエリアンエイジ Sign for Evolution   | マッドハウス                                  |
| 2002年 | Witch Hunter ROBIN                      | サンライズ                                    |
| 2002年 | OVERMANキングゲイナー                   | サンライズ                                    |
| 2002年 | キディ・グレイド                        | GONZO                                         |
| 2002年 | 機動戦士ガンダムSEED                    | サンライズ                                    |
| 2002年 | 攻殻機動隊 STAND ALONE COMPLEX          | Production I.G                                |
| 2002年 | 十二国記                                | ぴえろ                                        |
| 2002年 | 東京アンダーグラウンド                  | ぴえろ                                        |
| 2002年 | .hack//SIGN                             | ビィートレイン                                |
| 2002年 | ちょびっツ                              | マッドハウス                                  |
| 2002年 | ラーゼフォン                            | ボンズ                                        |
| 2003年 | AVENGER                                 | ビィートレイン                                |
| 2003年 | WOLF'S RAIN                             | BONES                                         |
| 2003年 | L/R -Licensed by Royal-                 | ティー・エヌ・ケー                            |
| 2003年 | GUNGRAVE                                | マッドハウス                                  |
| 2003年 | D・N・ANGEL                             | XEBEC                                         |
| 2003年 | .hack//黄昏の腕輪伝説                   | ビィートレイン                                |
| 2003年 | プラネテス                              | サンライズ                                    |
| 2003年 | 無人惑星サヴァイヴ                      | テレコム・アニメーションフィルム マッドハウス |
| 2003年 | LAST EXILE                              | GONZO                                         |
| 2004年 | うた∽かた                               | ハルフィルムメーカー                          |
| 2004年 | 巌窟王                                  | GONZO                                         |
| 2004年 | 機動戦士ガンダムSEED DESTINY            | サンライズ                                    |
| 2004年 | KURAU Phantom Memory                    | ボンズ                                        |
| 2004年 | ケロロ軍曹                              | サンライズ                                    |
| 2004年 | 絢爛舞踏祭 ザ・マーズ・デイブレイク     | ボンズ                                        |
| 2004年 | 攻殻機動隊 S.A.C. 2nd GIG               | Production I.G                                |
| 2004年 | サムライチャンプルー                    | マングローブ                                  |
| 2004年 | 月詠 -MOON PHASE-                       | シャフト                                      |
| 2004年 | 爆裂天使                                | GONZO                                         |
| 2004年 | ファンタジックチルドレン                | 日本アニメーション                            |
| 2004年 | 忘却の旋律                              | J.C.STAFF                                     |
| 2004年 | MADLAX                                  | ビィートレイン                                |
| 2005年 | ARIA The ANIMATION                      | ハルフィルムメーカー                          |
| 2005年 | エレメンタル ジェレイド                 | XEBEC                                         |
| 2005年 | ガン×ソード                             | AIC A.S.T.A.                                  |
| 2005年 | 創聖のアクエリオン                      | サテライト                                    |
| 2005年 | ツバサ・クロニクル                      | ビィートレイン                                |
| 2005年 | トランスフォーマー ギャラクシーフォース | GONZO                                         |
| 2005年 | トリニティ・ブラッド                    | GONZO                                         |
| 2006年 | ARIA The NATURAL                        | ハルフィルムメーカー                          |
| 2006年 | N・H・Kにようこそ!                      | GONZO                                         |
| 2006年 | コードギアス 反逆のルルーシュ           | サンライズ                                    |
| 2006年 | シムーン                                | スタジオディーン                              |
| 2006年 | ゼーガペイン                            | サンライズ                                    |
| 2006年 | ちょこッとSister                        | ノーマッド                                    |
| 2006年 | .hack//Roots                            | BEE TRAIN                                     |
| 2006年 | ときめきメモリアル Only Love            | AIC A.S.T.A.                                  |
| 2006年 | 幕末機関説 いろはにほへと               | サンライズ                                    |
| 2007年 | エル・カザド                            | ビィートレイン                                |
| 2007年 | Over Drive                              | XEBEC                                         |
| 2007年 | ぼくらの                                | GONZO                                         |
| 2007年 | Devil May Cry                           | マッドハウス                                  |

#### フライングドッグ時代

##### 2000年代
| 放送年 | 作品名                            | 音楽プロデューサー  | プロデューサー  | アニメーション制作                               |
| ------ | --------------------------------- | ------------------- | --------------- | ------------------------------------------------ |
| 2007年 | スケッチブック 〜full color's〜   | 福田正夫            |                 | ハルフィルムメーカー                             |
| 2007年 | バンブーブレード                  | 石川吉元            | 吉田博 小松茂明 | AIC ASTA                                         |
| 2007年 | レンタルマギカ                    | 桜井裕子            |                 | ZEXCS                                            |
| 2007年 | 機動戦士ガンダム00                | 野崎圭一            |                 | サンライズ                                       |
| 2007年 | 逮捕しちゃうぞ フルスロットル     | 野崎圭一            |                 | スタジオディーン                                 |
| 2007年 | ケロロ軍曹（4thシーズン以降）     | 福田正夫            |                 | サンライズ                                       |
| 2008年 | 狼と香辛料                        | 井上裕香子          |                 | IMAGIN                                           |
| 2008年 | ARIA The ORIGINATION              | 福田正夫 井上裕香子 |                 | ハルフィルムメーカー                             |
| 2008年 | マクロスF                         | 佐々木史朗          |                 | サテライト                                       |
| 2008年 | コードギアス 反逆のルルーシュR2   | 石川吉元            |                 | サンライズ                                       |
| 2008年 | 鉄のラインバレル                  |                     | 尾留川宏之      | GONZO                                            |
| 2008年 | 天体戦士サンレッド                | 野崎圭一            | 小松茂明、南健  | AIC ASTA                                         |
| 2008年 | 夜桜四重奏 〜ヨザクラカルテット〜 | 野崎圭一            |                 | ノーマッド                                       |
| 2009年 | PandoraHearts                     | 野崎圭一            |                 | XEBEC                                            |
| 2009年 | 戦国BASARA                        | 桜井裕子            | 野崎圭一        | Production I.G                                   |
| 2009年 | リストランテ・パラディーゾ        | 桜井裕子            |                 | david production                                 |
| 2009年 | シャングリ・ラ                    | 石川吉元            |                 | GONZO                                            |
| 2009年 | 狼と香辛料II                      | 井上裕香子          |                 | ブレインズ・ベース マーヴィージャック            |
| 2009年 | ささめきこと                      | 福田正夫            | 伊藤将生        | AIC                                              |
| 2009年 | 天体戦士サンレッド（第2期）       | 野崎圭一            | 小松茂明、南健  | AIC ASTA                                         |
| 2009年 | こばと。                          | 井上裕香子          |                 | マッドハウス                                     |
| 2009年 | エレメントハンター                | 野崎圭一            |                 | NHKエンタープライズ ヒウォン・エンタテインメント |

##### 2010年代
| 放送年 | 作品名                                                    | 音楽プロデューサー  | プロデューサー      | アニメーション制作                            |
| ------ | --------------------------------------------------------- | ------------------- | ------------------- | --------------------------------------------- |
| 2010年 | おおかみかくし                                            | 野崎圭一            | 小松茂明            | AIC                                           |
| 2010年 | ダンス イン ザ ヴァンパイアバンド                         | 野崎圭一            |                     | シャフト                                      |
| 2010年 | 聖痕のクェイサー                                          |                     | 尾留川宏之          | フッズエンタテインメント                      |
| 2010年 | 裏切りは僕の名前を知っている                              | 石川吉元            |                     | J.C.STAFF                                     |
| 2010年 | オオカミさんと七人の仲間たち                              | 野崎圭一            |                     | J.C.STAFF                                     |
| 2010年 | 戦国BASARA弐                                              | 桜井裕子            | 野崎圭一            | Production I.G                                |
| 2010年 | それでも町は廻っている                                    | 福田正夫            | 伊藤将生            | シャフト                                      |
| 2010年 | パンティ&ストッキングwithガーターベルト                   | 佐々木史朗          |                     | GAINAX                                        |
| 2011年 | これはゾンビですか?                                       | 野崎圭一            |                     | スタジオディーン                              |
| 2011年 | 緋弾のアリア                                              | 野崎圭一            | 小松茂明            | J.C.STAFF                                     |
| 2011年 | 聖痕のクェイサーII                                        |                     | 尾留川宏之          | フッズエンタテインメント                      |
| 2011年 | セイクリッドセブン                                        | 佐藤正和            |                     | サンライズ                                    |
| 2011年 | 異国迷路のクロワーゼ The Animation                        | 桜井裕子            | 野崎圭一            | サテライト                                    |
| 2011年 | 神様ドォルズ                                              | 佐藤正和            | 野崎圭一            | ブレインズ・ベース                            |
| 2011年 | たまゆら〜hitotose〜                                      | 福田正夫            | 伊藤将生            | TYOアニメーションズ                           |
| 2011年 | ラストエグザイル-銀翼のファム-                            | 石川吉元 福田正夫   | 尾留川宏之          | GONZO                                         |
| 2011年 | ファイ・ブレイン 神のパズル                               |                     |                     | サンライズ                                    |
| 2012年 | 輪廻のラグランジェ                                        | 福田正夫            | 伊藤将生            | XEBEC                                         |
| 2012年 | アクエリオンEVOL                                          | 佐々木史朗          |                     | サテライト エイトビット                       |
| 2012年 | これはゾンビですか? オブ・ザ・デッド                      | 野崎圭一            |                     | スタジオディーン                              |
| 2012年 | ファイ・ブレイン 神のパズル（第2シリーズ）                |                     |                     | サンライズ                                    |
| 2012年 | 輪廻のラグランジェ season2                                | 福田正夫            | 伊藤将生            | XEBEC                                         |
| 2012年 | BTOOOM!                                                   |                     | 南健                | マッドハウス                                  |
| 2012年 | はいたい七葉                                              |                     |                     | パッショーネ                                  |
| 2013年 | まおゆう魔王勇者                                          | 井上裕香子          | 小松茂明            | アームス                                      |
| 2013年 | 琴浦さん                                                  | 福田正夫 西辺誠     | 吉田博              | AIC Classic                                   |
| 2013年 | 問題児たちが異世界から来るそうですよ?                     | 佐藤正和            |                     | ディオメディア                                |
| 2013年 | デート・ア・ライブ                                        | 佐藤正和            |                     | AIC PLUS+                                     |
| 2013年 | 革命機ヴァルヴレイヴ                                      | 野崎圭一            |                     | サンライズ                                    |
| 2013年 | たまゆら〜もあぐれっしぶ〜                                | 福田正夫            | 伊藤将生            | TYOアニメーションズ                           |
| 2013年 | きんいろモザイク                                          | 佐藤正和            | 小松茂明            | Studio五組                                    |
| 2013年 | ブラッドラッド                                            | 佐藤正和            |                     | ブレインズ・ベース                            |
| 2013年 | 蒼き鋼のアルペジオ -アルス・ノヴァ-                       | 西辺誠              | 南健                | サンジゲン                                    |
| 2014年 | スペース☆ダンディ                                         |                     | 井上裕香子          | ボンズ                                        |
| 2014年 | 魔法戦争                                                  | 西辺誠              | 小松茂明            | マッドハウス                                  |
| 2014年 | いなり、こんこん、恋いろは。                              | 福田正夫 佐藤正和   |                     | プロダクションアイムズ                        |
| 2014年 | 彼女がフラグをおられたら                                  | 佐藤正和            | 吉田博              | フッズエンタテインメント                      |
| 2014年 | 棺姫のチャイカ                                            | 佐々木史朗          |                     | ボンズ                                        |
| 2014年 | 棺姫のチャイカ AVENGING BATTLE                            | 佐々木史朗          |                     | ボンズ                                        |
| 2014年 | M3〜ソノ黒キ鋼〜                                          | 福田正夫 佐藤正和   |                     | サテライト C2C                                |
| 2014年 | モモキュンソード                                          | 野崎圭一            |                     | トライスラッシュ project No.9                 |
| 2014年 | 甘城ブリリアントパーク                                    | 石川吉元            |                     | 京都アニメーション                            |
| 2015年 | 艦隊これくしょん -艦これ-                                 | 西辺誠              |                     | ディオメディア                                |
| 2015年 | 幸腹グラフィティ                                          | 福田正夫            | 伊藤将生            | シャフト                                      |
| 2015年 | ハロー!!きんいろモザイク                                  | 佐藤正和            | 小松茂明            | Studio五組                                    |
| 2015年 | アクエリオンロゴス                                        | 佐藤正和 福田正夫   | 伊藤将生            | サテライト C2C                                |
| 2015年 | 空戦魔導士候補生の教官                                    | 佐藤正和 福田正夫   |                     | diomedéa                                      |
| 2015年 | 学戦都市アスタリスク                                      | 福田正夫 西辺誠     | 伊藤将生            | A-1 Pictures                                  |
| 2015年 | 落第騎士の英雄譚                                          | 石川吉元            | 伊藤将生            | SILVER LINK. Nexus                            |
| 2015年 | 緋弾のアリアAA                                            | 西辺誠              | 福田正夫            | 動画工房                                      |
| 2016年 | アクティヴレイド -機動強襲室第八係-                       | 石川吉元 福士洋介   | 尾留川宏之          | プロダクションアイムズ                        |
| 2016年 | 宇宙パトロールルル子                                      | 佐々木史朗          | 南健                | TRIGGER                                       |
| 2016年 | マクロスΔ                                                 | 佐々木史朗 福田正夫 |                     | サテライト                                    |
| 2016年 | 魔装学園H×H                                               | 佐藤正和            |                     | プロダクションアイムズ                        |
| 2016年 | あまんちゅ!                                               | 福田正夫            | 伊藤将生            | J.C.STAFF                                     |
| 2016年 | 魔法少女育成計画                                          | 西辺誠              | 南健                | Lerche                                        |
| 2016年 | 終末のイゼッタ                                            | 福田正夫 三好大雅   | 伊藤将生            | 亜細亜堂                                      |
| 2016年 | ステラのまほう                                            | 佐藤正和            | 伊藤将生            | SILVER LINK.                                  |
| 2017年 | 風夏                                                      | 西辺誠              | 福田正夫            | diomedéa                                      |
| 2017年 | チェインクロニクル 〜ヘクセイタスの閃〜                   | 西辺誠              | 西辺誠              | テレコム・アニメーションフィルム グラフィニカ |
| 2017年 | 月がきれい                                                | 西辺誠              | 南健                | feel.                                         |
| 2017年 | バトルガール ハイスクール                                 | 佐藤正和            | 小松茂明            | SILVER LINK.                                  |
| 2017年 | 異世界食堂                                                | 福田正夫 佐藤正和   | 福田正夫            | SILVER LINK.                                  |
| 2017年 | 魔法使いの嫁                                              | 福田正夫 佐藤正和   | 伊藤将生            | WIT STUDIO                                    |
| 2017年 | ネト充のススメ                                            | 石川吉元 三好大雅   | 小松茂明 尾留川宏之 | SIGNAL.MD                                     |
| 2018年 | ラーメン大好き小泉さん                                    | 福田正夫 西辺誠     | 尾留川宏之          | Studio五組 AXsiZ                              |
| 2018年 | カードキャプターさくら クリアカード編                     | 福田正夫            |                     | マッドハウス                                  |
| 2018年 | あまんちゅ!〜あどばんす〜                                 | 福田正夫            | 伊藤将生            | J.C.STAFF                                     |
| 2018年 | かくりよの宿飯                                            |                     | 西辺誠              | GONZO                                         |
| 2018年 | 重神機パンドーラ                                          |                     |                     | サテライト                                    |
| 2018年 | すのはら荘の管理人さん                                    | 佐藤正和 永原洋子   | 伊藤将生            | SILVER LINK.                                  |
| 2018年 | ロード オブ ヴァーミリオン 紅蓮の王                       | 佐藤正和 福田正夫   |                     | アスリード ティアスタジオ                     |
| 2019年 | 私に天使が舞い降りた!                                     |                     |                     | 動画工房                                      |
| 2019年 | ドメスティックな彼女                                      |                     |                     | ディオメディア                                |
| 2019年 | キャロル&チューズデイ                                     |                     |                     | ボンズ                                        |
| 2019年 | 胡蝶綺 〜若き信長〜                                       |                     |                     | スタジオディーン                              |
| 2019年 | BEM                                                       |                     |                     | ランドック・スタジオ                          |
| 2019年 | 手品先輩                                                  |                     |                     | ライデンフィルム                              |
| 2019年 | ソウナンですか?                                           |                     |                     | Ezo'la                                        |
| 2019年 | 星合の空                                                  |                     |                     | エイトビット                                  |
| 2019年 | 本好きの下剋上 司書になるためには手段を選んでいられません |                     |                     | 亜細亜堂                                      |

##### 2020年代
| 年     | 作品名                                                                                  | 音楽プロデューサー  | プロデューサー | アニメーション制作        |
| ------ | --------------------------------------------------------------------------------------- | ------------------- | -------------- | ------------------------- |
| 2020年 | 恋する小惑星                                                                            |                     |                | 動画工房                  |
| 2020年 | 八男って、それはないでしょう!                                                           | 石川吉元            | 伊藤将生       | シンエイ動画              |
| 2020年 | アルテ                                                                                  |                     |                | Seven Arcs                |
| 2020年 | 本好きの下剋上 司書になるためには手段を選んでいられません（第2期）                      |                     |                | 亜細亜堂                  |
| 2020年 | 放課後ていぼう日誌                                                                      |                     |                | 動画工房                  |
| 2021年 | ゲキドル                                                                                |                     |                | フッズエンタテインメント  |
| 2021年 | Sonny Boy                                                                               |                     |                | MADHOUSE                  |
| 2021年 | 海賊王女                                                                                |                     |                | Production I.G            |
| 2021年 | 異世界食堂2                                                                             |                     |                | OLM Team Yoshioka         |
| 2022年 | スローループ                                                                            |                     |                | CONNECT                   |
| 2022年 | 錆喰いビスコ                                                                            |                     |                | OZ                        |
| 2022年 | 勇者、辞めます                                                                          |                     |                | EMTスクエアード           |
| 2022年 | であいもん                                                                              |                     |                | エンカレッジフィルムズ    |
| 2022年 | 本好きの下剋上 司書になるためには手段を選んでいられません（第3期）                      |                     |                | 亜細亜堂                  |
| 2022年 | 黒の召喚士                                                                              |                     |                | サテライト                |
| 2023年 | 魔法使いの嫁 SEASON2                                                                    |                     |                | スタジオカフカ            |
| 2023年 | シュガーアップル・フェアリーテイル                                                      |                     |                | J.C.STAFF                 |
| 2023年 | 好きな子がめがねを忘れた                                                                |                     |                | GoHands                   |
| 2024年 | 終末トレインどこへいく?                                                                 |                     |                | EMTスクエアード           |
| 2024年 | 怪異と乙女と神隠し                                                                      |                     |                | ゼロジー                  |
| 2024年 | 星降る王国のニナ                                                                        |                     |                | シグナル・エムディ        |
| 2025年 | 想星のアクエリオン Myth of Emotions                                                     | 佐々木史朗 篠崎稜太 | 伊藤将生       | サテライト                |
| 2025年 | Sランクモンスターの《ベヒーモス》だけど、猫と間違われてエルフ娘の騎士として暮らしてます |                     |                | ゼロジー セイバーワークス |

#### ドッグオンビート
フライングドッグの一部門であり、野崎圭一が室長を務める。
| 放送年 | 作品名           | アニメーション制作            | 備考     |
| ------ | ---------------- | ----------------------------- | -------- |
| 2014年 | 魔法戦争         | マッドハウス                  | 音響制作 |
| 2014年 | モモキュンソード | トライスラッシュ project No.9 | 音響制作 |
| 2015年 | 夕やけだん団     | ダイナモピクチャーズ          | 音響制作 |
| 2017年 | URAHARA          | 白組 EMTスクエアード          | 音楽制作 |

### 劇場アニメ
| 公開年 | 作品名                                                    | アニメーション制作                  | 備考                     |
| ------ | --------------------------------------------------------- | ----------------------------------- | ------------------------ |
| 2002年 | WXIII 機動警察パトレイバー                                | マッドハウス                        |                          |
| 2002年 | パルムの樹                                                | パルムスタジオ                      |                          |
| 2003年 | ラーゼフォン 多元変奏曲                                   | ボンズ                              |                          |
| 2004年 | イノセンス                                                | Production I.G                      |                          |
| 2004年 | スチームボーイ                                            | サンライズ                          |                          |
| 2009年 | 劇場版 マクロスF 虚空歌姫〜イツワリノウタヒメ〜           | サテライト エイトビット             |                          |
| 2010年 | TRIGUN Badlands Rumble                                    | マッドハウス                        |                          |
| 2010年 | 劇場版 機動戦士ガンダム00 -A wakening of the Trailblazer- | サンライズ                          |                          |
| 2011年 | 劇場版 マクロスF 恋離飛翼〜サヨナラノツバサ〜             | サテライト                          |                          |
| 2011年 | 劇場版 戦国BASARA -The Last Party-                        | Production I.G                      |                          |
| 2012年 | コードギアス 亡国のアキト                                 | サンライズ                          |                          |
| 2012年 | ドットハック セカイの向こうに                             | サイバーコネクトツー sai アニマ     |                          |
| 2013年 | 攻殻機動隊 ARISE                                          | Production I.G                      |                          |
| 2015年 | 劇場版 蒼き鋼のアルペジオ -アルス・ノヴァ- DC             | サンジゲン                          |                          |
| 2015年 | 劇場版 蒼き鋼のアルペジオ -アルス・ノヴァ- Cadenza        | サンジゲン                          |                          |
| 2016年 | きんいろモザイク Pretty Days                              | Studio五組                          |                          |
| 2016年 | この世界の片隅に                                          | MAPPA                               |                          |
| 2016年 | 劇場版 艦これ                                             | ディオメディア                      |                          |
| 2018年 | 劇場版マクロスΔ 激情のワルキューレ                        | サテライト                          |                          |
| 2019年 | レイドバッカーズ                                          | Studio五組                          |                          |
| 2019年 | 劇場版 誰ガ為のアルケミスト                               | サテライト                          |                          |
| 2021年 | サイダーのように言葉が湧き上がる                          | シグナル・エムディ サブリメイション | FlyingDog 10周年記念作品 |
| 2021年 | 劇場版マクロスΔ 絶対LIVE!!!!!!                            | サテライト                          |                          |
| 2021年 | きんいろモザイク Thank you!!                              | Studio五組 AXsiZ                    |                          |

### OVA
| 発売年 | 作品名                                | アニメーション制作       |
| ------ | ------------------------------------- | ------------------------ |
| 2000年 | ジオブリーダーズ2〜魍魎遊撃隊 File-XX | カオスプロジェクト       |
| 2000年 | 勇者王ガオガイガーFINAL               | サンライズ               |
| 2001年 | ここはグリーン・ウッド                | スタジオぴえろ           |
| 2001年 | 獣兵衛忍風帖                          | アニメイトフィルム       |
| 2001年 | ぷにぷに☆ぽえみぃ                     | J.C.STAFF                |
| 2001年 | ぼくの地球を守って                    | Production I.G           |
| 2002年 | 戦闘妖精雪風                          | GONZO DIGIMATION         |
| 2002年 | マクロス ゼロ                         | サテライト               |
| 2010年 | 聖痕のクェイサー / 女帝の肖像         | フッズエンタテインメント |
| 2010年 | たまゆら                              | ハルフィルムメーカー     |
| 2011年 | .hack//Quantum                        | キネマシトラス           |
| 2012年 | 史上最強の弟子ケンイチ                | ブレインズ・ベース       |
| 2012年 | わんおふ -one off-                    | TYOアニメーションズ      |
| 2014年 | 絶滅危愚少女 Amazing Twins            | エンカレッジフィルムズ   |
| 2015年 | 創勢のアクエリオンEVOL                | サテライト               |
| 2015年 | たまゆら〜卒業写真〜                  | TYOアニメーションズ      |
| 2016年 | 魔法使いの嫁 星待つひと               | WIT STUDIO               |
| 2021年 | 魔法使いの嫁 西の少年と青嵐の騎士     | スタジオカフカ           |
| 2022年 | とつくにの少女                        | WIT STUDIO               |

### テレビドラマ
- ごちそうさん（2013年）

### インターネットラジオ
- m-serve style（エムサスタイル）
- 牧野由依の204号室
- 牧野由依の表サンドロビッチ
- コードギアス 反逆の山々
- 関根勤のカンコンキンラジオ